# بادي فارنهام
بادي فارنهام (بالإنجليزية: Buddy Farnham)‏ هو لاعب كرة قدم أمريكية أمريكي، ولد في 22 مايو 1987 في Andover, Massachusetts ‏ في الولايات المتحدة.

## وصلات خارجية
- بادي فارنهام على موقع مرجع كرة القدم المحترفة.كوم (الإنجليزية)